# Jahrzehnt
Ein Jahrzehnt (abgekürzt Jz.), auch Dekade (altgriechisch δεκάς dekás, von δέκα déka ‚zehn‘) oder Dezennium (lat. decem ‚zehn‘ und annus ‚Jahr‘), ist ein Zeitraum von zehn Jahren. Zehn Jahrzehnte bilden ein Jahrhundert.

## Datumsangabe in Jahrzehnten
Die Zählung der Jahrzehnte beginnt, wie die der Jahrhunderte und Jahrtausende, mit dem Jahr 1 unserer Zeitrechnung (siehe dazu auch Jahr null). Deshalb werden sie auch in jedem Jahrhundert beginnend mit dem ersten Jahr des Jahrhunderts gezählt. Die so gezählten Jahrzehnte beginnen immer mit den Jahren mit einer 1 auf der Einerstelle. Im 21. Jahrhundert begann also das erste Jahrzehnt am 1. Januar 2001 und endete somit am 31. Dezember 2010. Diese Einteilung wird in der Geschichtsschreibung verwendet, aber auch zum Beispiel von der Politik, um Zeitspannen bestimmten Zielen zu widmen (z. B. Dekade für eine Kultur des Friedens und der Gewaltfreiheit für die Kinder der Welt von 2001 bis 2010).
Daneben ist eine Dekadenzählung gemäß Zehnerstellen in „Sechziger“, „Achtziger“ und so weiter geläufig. In der Konsequenz des im vorherigen Abschnitt Gesagten müssten die „Sechziger“ am 1. Januar 1961 beginnen und am 31. Dezember 1970 enden. Im allgemeinen Verständnis werden jedoch mit den „Sechzigern“ des 20. Jahrhunderts die Jahre bezeichnet, die eine 6 in der Zehnerstelle haben, nämlich der Zeitraum 1960 bis 1969.

## Altersangaben in Jahrzehnten

### Epidemiologie
In der Epidemiologie und Medizin wird bei Altersangaben für das wahrscheinlichste Auftreten von Krankheiten häufig der Begriff Dekade bzw. Dezennium verwendet. Das geschieht meist dann, wenn die epidemiologische Datenlage nicht so genau ist, dass sie eine präzise Einordnung in bestimmte Lebensjahre zulassen würde. Allgemein ist daher die Altersangabe in Dekaden nie genau gemeint, sondern stellt eine Annäherung an ein statistisches Mittel dar.
Diese Lebensjahrzehnte werden als absolute Zeitintervalle von genau 10 Jahren Dauer angegeben, begrenzt werden sie jeweils von 10er-Geburtstagen (zwischen Null und Null). Das erste Dezennium (Lebensjahrzehnt) beginnt mit der Geburt (Null) und endet genau mit dem 10. Geburtstag (Null) – es beginnt also mit dem Beginn des ersten Lebensjahres und endet mit der Vollendung des zehnten Lebensjahres. Typische Beispiele wären:
- Die Zeitangabe in dem Satz „Der Madelung-Fetthals tritt vor allem bei Männern in der 4. bis 6. Dekade auf“ bedeutet im Alter von 30 bis 60 Jahren und nicht von 40 bis 70 Jahren, wie man bei schnellem Lesen leicht glauben könnte.
- Im 1. Dezennium bedeutet also von der Geburt bis zum zehnten Geburtstag.